# Mbèlimè
Le mbèlimè (bɛ̄dímɛ en mbèlimè) est une langue oti-volta et gur parlée par les Bèbèlibè, un groupe ethnique du Bénin.

## Écriture
L’orthographe du mbèlimè est conforme aux règles de l’Alphabet des langues nationales du Bénin.
| majuscules | A | B | C | D | E | Ɛ | F | H | I | K | KP | M | N | O | Ɔ | P | S | T | U | W | Y |
| minuscules | a | b | c | d | e | ɛ | f | h | i | k | kp | m | n | o | ɔ | p | s | t | u | w | y |

Les voyelles longues sont indiquées par le doublement de la lettre.
La nasalisation est indiqué à l’aide d’un tilde sous la voyelle nasalisée ‹ a̰ ɛ̰ ḭ ɔ̰ ṵ ›.
Le ton bas n’est généralement pas indiqué, le ton moyen est indiqué avec la macron sur la voyelle ‹ ā ē ɛ̄ ī ō ɔ̄ ū › ou la consonne nasale ‹ m̄ n̄ › ; et le ton haut avec l’accent aigu sur la voyelle ‹ á é ɛ́ í ó ɔ́ ú › ou la consonne nasale ‹ ḿ ń ›. Les tons sont indiqués sur les deux lettres des voyelles longues ou diphtongues et la nasalisation sous la première lettre des voyelles longues ou diphtongues.